# Perrinia
Perrinia is een geslacht van weekdieren uit de klasse van de Gastropoda (slakken).

## Soorten
- Perrinia angulifera (A. Adams, 1853)
- Perrinia cancellata (Schepman, 1908)
- Perrinia cecileae Poppe, Tagaro & Dekker, 2006
- Perrinia chinensis (G.B. Sowerby III, 1889)
- Perrinia concinna (A. Adams, 1864)
- Perrinia docili Poppe, Tagaro & Dekker, 2006
- Perrinia elisa (Gould, 1849)
- Perrinia konos (Barnard, 1964)
- Perrinia nigromaculata (Schepman, 1908)
- Perrinia squamicarinata (Schepman, 1908)
- Perrinia stellata (A. Adams, 1864)